# Bolton Percy
Bolton Percy är en ort och civil parish i Storbritannien.   Den ligger i grevskapet North Yorkshire och riksdelen England, i den centrala delen av landet, 270 km norr om huvudstaden London. Bolton Percy ligger 13 meter över havet och antalet invånare är 305.
Terrängen runt Bolton Percy är platt, och sluttar österut. Runt Bolton Percy är det ganska tätbefolkat, med 120 invånare per kvadratkilometer. Närmaste större samhälle är York, 12,5 km nordost om Bolton Percy. Trakten runt Bolton Percy består till största delen av jordbruksmark.